# Sant Cugat de Salt
Sant Cugat de Salt és una església de Salt (Gironès) protegida com a bé cultural d'interès local.

## Descripció
És un edifici religiós de planta rectangular i absis semicircular. Les parets són arrebossades i la coberta és de teula àrab. Interiorment s'estructura en una nau central i dues laterals més baixes. Aquesta disposició interior queda reflectida volumètricament a l'exterior. La nau central és coberta amb volta de canó, amb arcs torals i llunetes laterals. La torre campanar és situada sobre la nau lateral dreta. Presenta un alt basament de parets arrebossades amb carreus a les cantonades. La part superior, de planta octogonal, és feta amb carreus, i les obertures són en forma d'arc de mig punt. Una barana balustrada amb boles fa de remat. La portalada és rectangular amb timpà i fornícula adornats.

## Història
L'església ja es troba citada en documents del segle xi, però de l'edifici original actualment no en queda res. L'actual construcció és d'època moderna.
Està dedicada a Sant Cugat màrtir. Un sant, originari del nord de l'Àfrica que va venir a predicar a les nostres terres a finals del segle iii acompanyat per sant Feliu, màrtir de Girona.